# وانييكو
وانييكو هو الاسم المؤنث الكيكويو . تاريخيا، كان انجيكو واحدة من تسع بنات من الرجل والزوجة الذين أسسوا الشعب Agikuyu، Gikuyu ومومبي. وبالتالي، فإن أحفاد نسب لها هي جزء من عشيرة Anjiku من قبيلة Agikuyu في كينيا.
في التقاليد الكيكويو، كان اسم Gathigia أيضا نفس انجيكو. على سبيل المثال؛ حدث هذا في الحالات التي يكون فيها الشخص بعد الذي كان طفلا الكشف عن اسمه يحمل نفس الاسم وكان موجودا في وقت سابق مثل إذا كان يتم استدعاء والدة الزوج انجيكو والدة الزوجة هو انجيكو، أحد الأطفال يحمل اسم Gathigia فقط للتميز . ومع ذلك، لم يتغير هذا الاتجاه مع مرور الوقت وGathigia لم يعد اسم شائع.
اليوم، في كينيا، وانجيكو هو الاسم الذي يستخدم للدلالة على الرجل العادي (وامرأة) في سياق السياسة الوطنية. Ciku هو شكل قصيرة مشترك من انجيكو.
وجاء اسم لتمثيل عادية شخص "Mwananchi" بعد الرئيس السابق دانيال اراب موي رفضت دعوات لوضع دستور جديد. وقال "هل تعتقد انجيكو يفهم ما هو الدستور؟" وفي أعقاب ذلك، 'انجيكو "جاء للدلالة على عامة الناس وتمسك معنى.